# Svartmögel

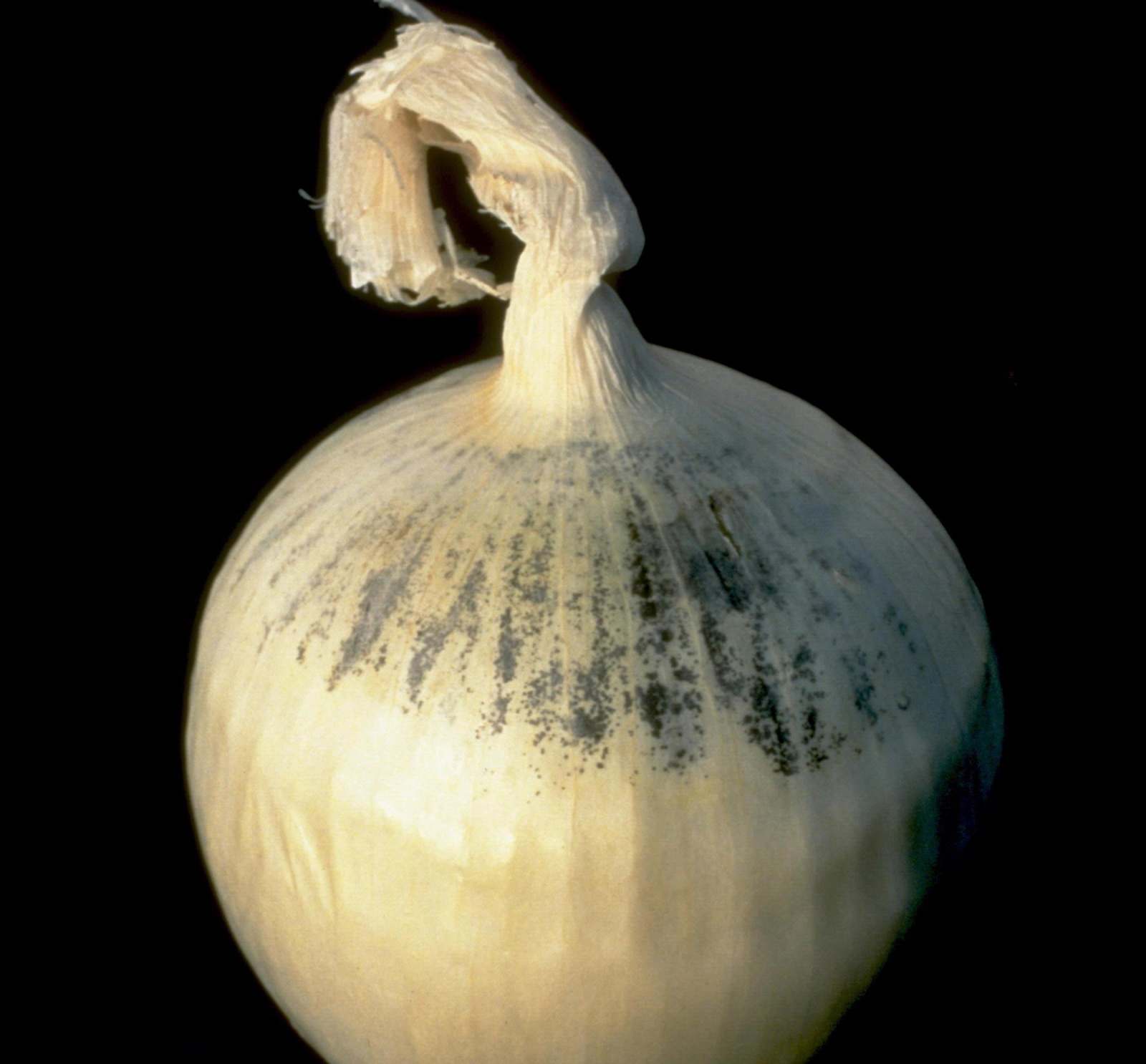
Svartmögelarten Aspergillus niger som växer på en lök.

Svartmögel är en samlingsbeteckning för flera olika mögelarter med mörk eller svart färg. Släkten med arter av svartmögel är bland andra Cladosporium, Stachybotrys, Aspergillus, Penicillium och Fusarium. Flera av arterna är skadliga om de får växa okontrollerat. Vissa arter producerar toxiner som är skadliga för människan, medan andra är ofarliga men ändå ovälkomna inslag i boningar. Toxinerna kan ge upphov till ospecifik byggnadsrelaterad ohälsa, den så kallade sjuka hus-sjukan.
Två vanliga mögelsvampar som tilltalas med namnet svartmögel är Stachybotrys chartarum och Aspergillus niger.

## Tillverkning av mat och medicin
Ett antal olika svartmögelarter används vid framställning av livsmedel. Aspergillus niger används vid industriell tillverkning av både citronsyra och ystenzym, medan flera Penicillium-arter bidrar vid produktion av olika vit- eller grönmögelostar. Med hjälp av Penicillium chrysogenum produceras läkemedlet penicillin.

## Svartmögel och överkänslighet
Svartmögel kan orsaka en rad olika symtom hos människor. De lindriga symtomen kan vara rinnande näsa, kliande ögon och hosta. I värre fall kan kroniska andningsproblem astmatiska besvär uppstå.
Vid mögellukt i huset är det viktigt att ta reda på var lukten kommer ifrån och åtgärda problemet. Mindre mögelangrepp kan eventuellt tvättas bort med diskmedel och vatten. Större angrepp och skador bör överlämnas till en saneringsfirma. Helst ska de angripna delarna ersättas med nytt material, eftersom sporer och mögelgifter annars inte försvinner helt.